# Федеральная столичная территория (Нигерия)
Федеральная столичная территория (англ. Federal Capital Territory) — федеральная территория в составе Нигерии.

## Географическое положение
Столичная территория включает в себя столицу Нигерии, Абуджу и прилегающие к ней районы. Общая площадь равняется 7 315 км² (из которых 713 км² площадь Абуджи). Территория была сформирована в 1976 году, расположена на землях раньше находившихся в составе штатов: Коги, Нигер и Насарава.

## Административное деление
Административно штат делится на 6 ТМУ:
- Абуджа
- Абаджи
- Gwagwalada
- Kuje
- Bwari
- Kwali